# Silver Springs Nature Theme Park
Pour les articles homonymes, voir Silver Spring.
Silver Springs anciennement Silver Springs Nature Theme Park est une attraction touristique situé à Silver Springs près d'Ocala en Floride. Il est situé dans le parc d'État de Silver Springs.

## Historique
En octobre 1962, American Broadcasting Company rachète le parc et l'agrandit de 3 900 acres (1 578 ha),, un parc zoologique.
En 1984, ABC se désengage définitivement des parcs à thème en revendant le parc, à Florida Leisure Attractions.
Il est vendu à Parques Reunidos via sa filiale américaine Palace Entertainment en juillet 2002. En janvier 2013, l'État de Floride a annoncé qu'il commencerait à gérer le parc le 1er octobre de la même année. Palace Entertainment a accepté de payer un rachat de 4 millions de dollars pour mettre fin à leur bail. Le parc privé a fermé le 21 septembre 2013 ; il est devenu une partie du système des parcs d'État.
Le 19 novembre 2019, il est inscrit au registre national  des lieux historiques.

## Galerie

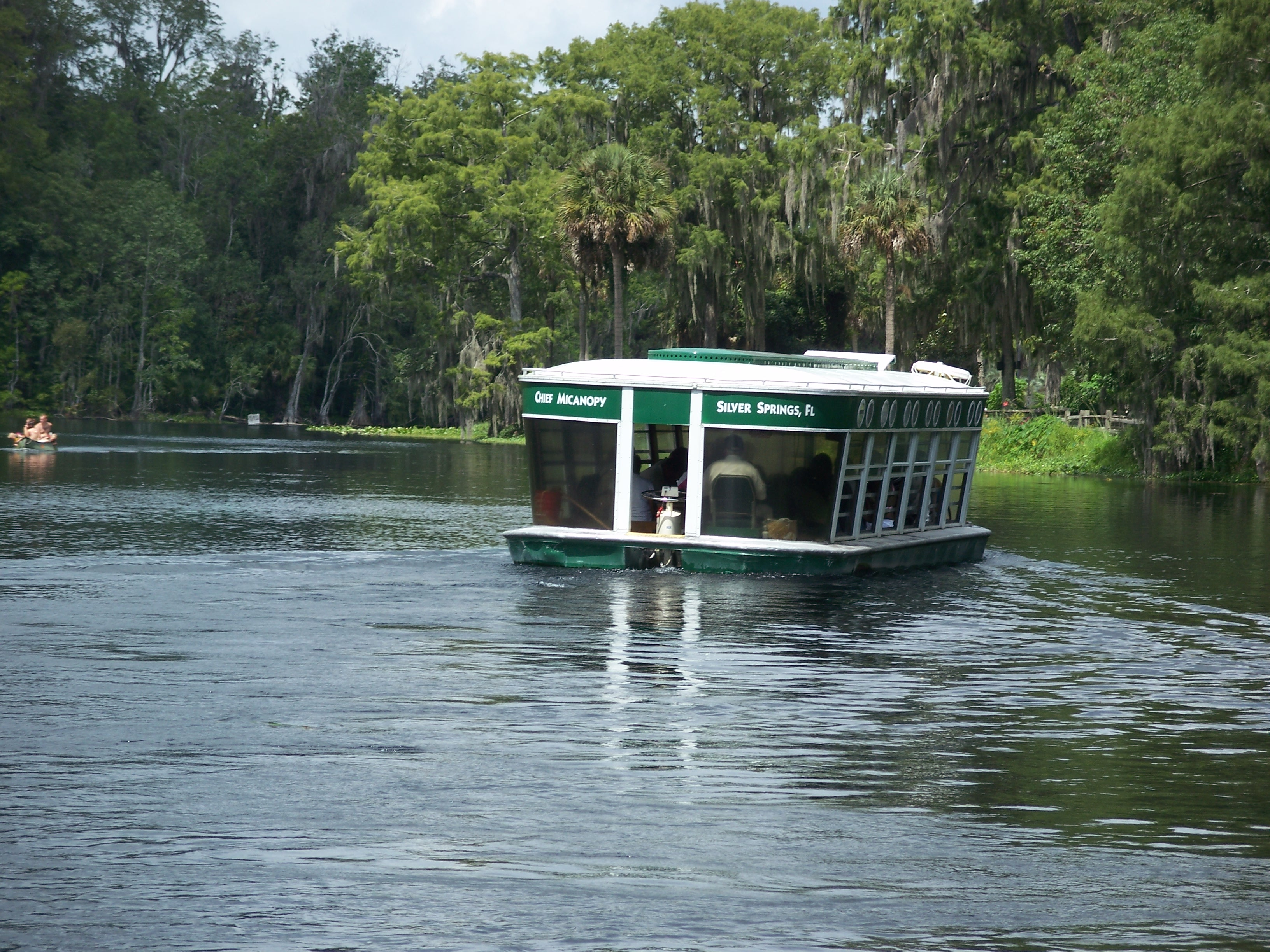
Bateau à fond de verre
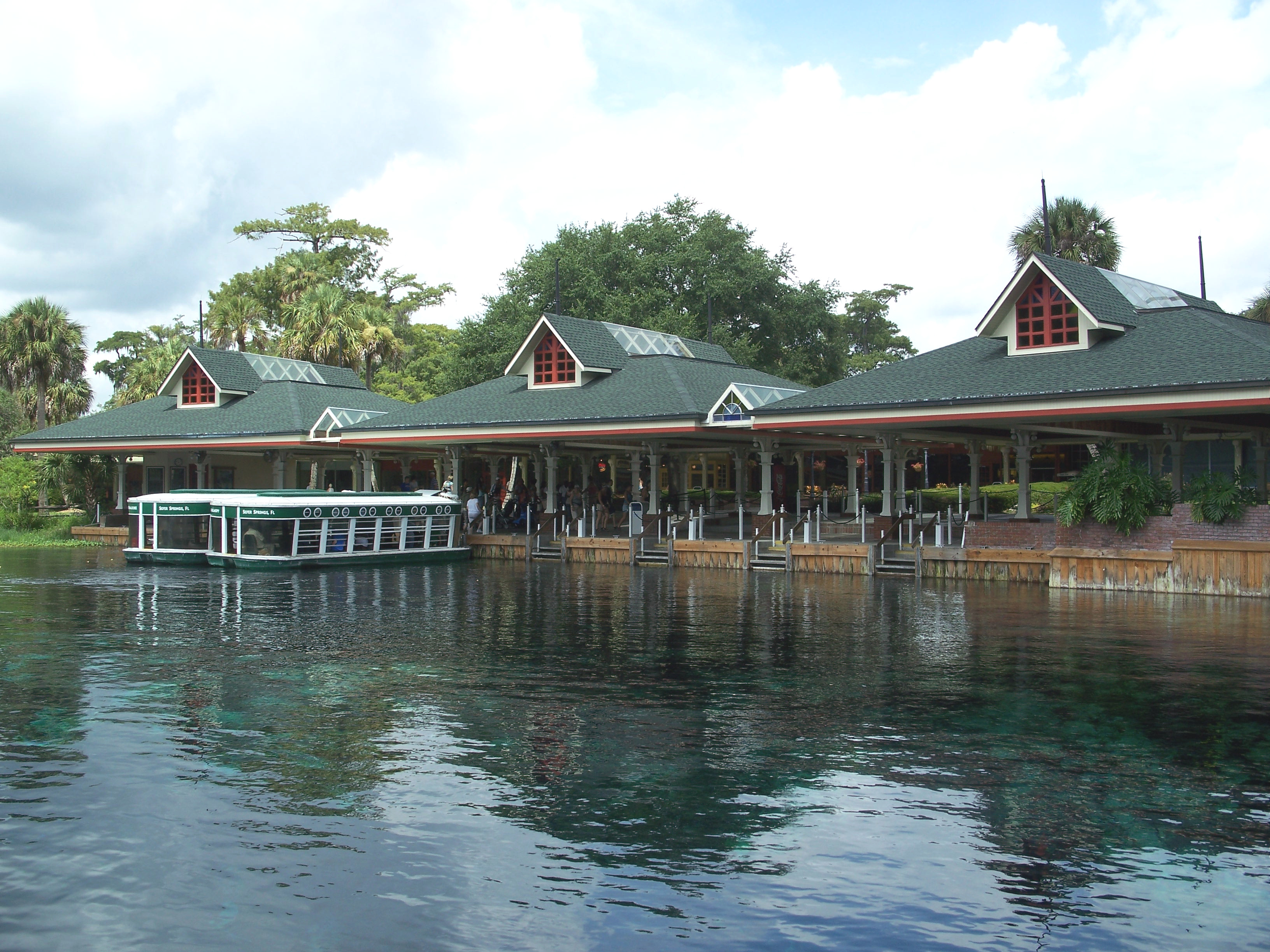
Embarcadère
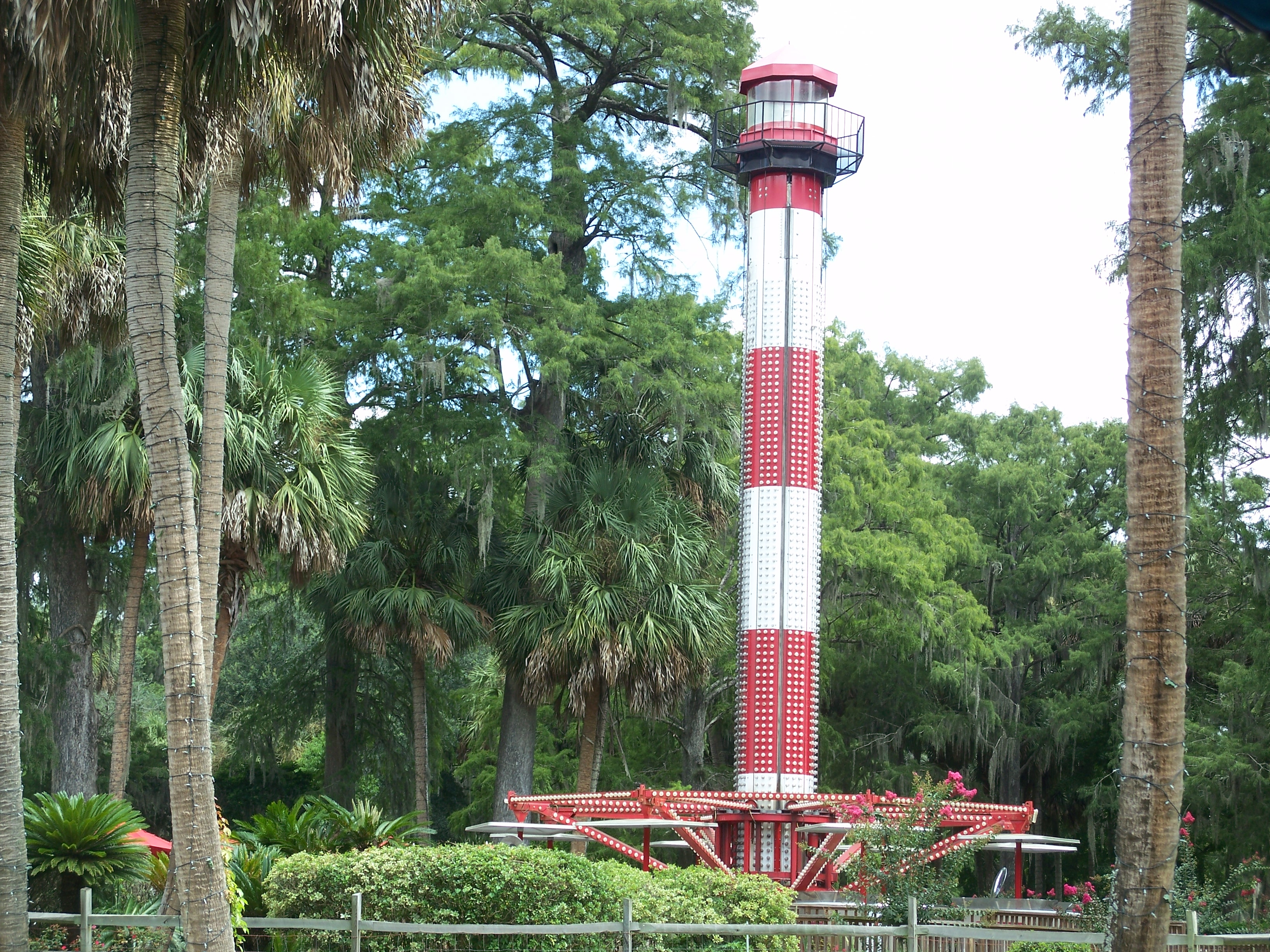
Attraction Lighthouse
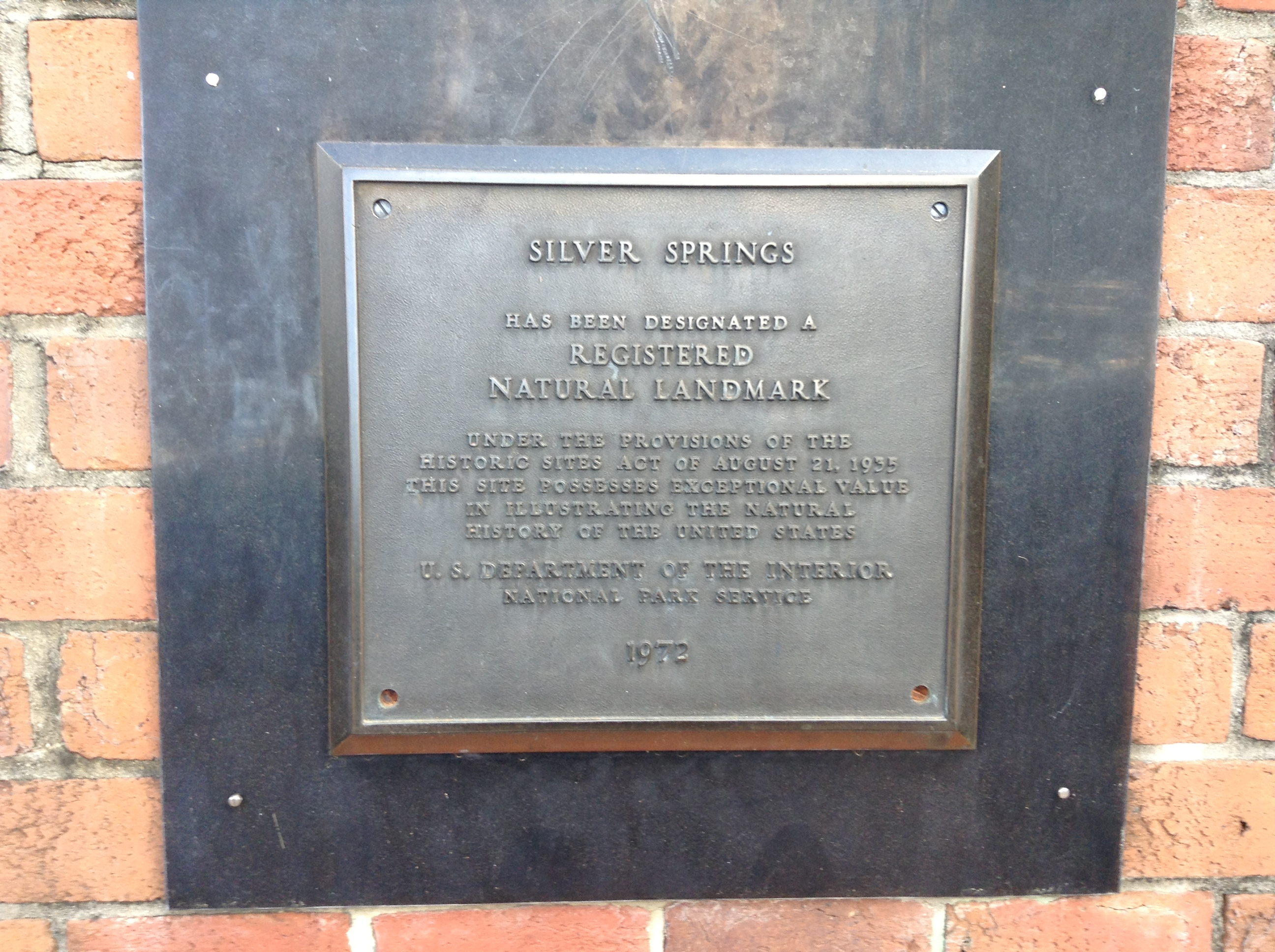
Plaque "registered natural landmark" de 1972